# Scophthalmus
Genre
Scophthalmus est un genre de poissons plats de la famille des Scophthalmidae. Le nom viendrait des mots grecs σκόπελος (skópelos) et ὀφθαλμός (ophthalmós) « œil », σκόπελος signifiant selon Bailly « promontoire rocheux » et selon P. Romero « poisson-lanterne »,.

## Liste des espèces

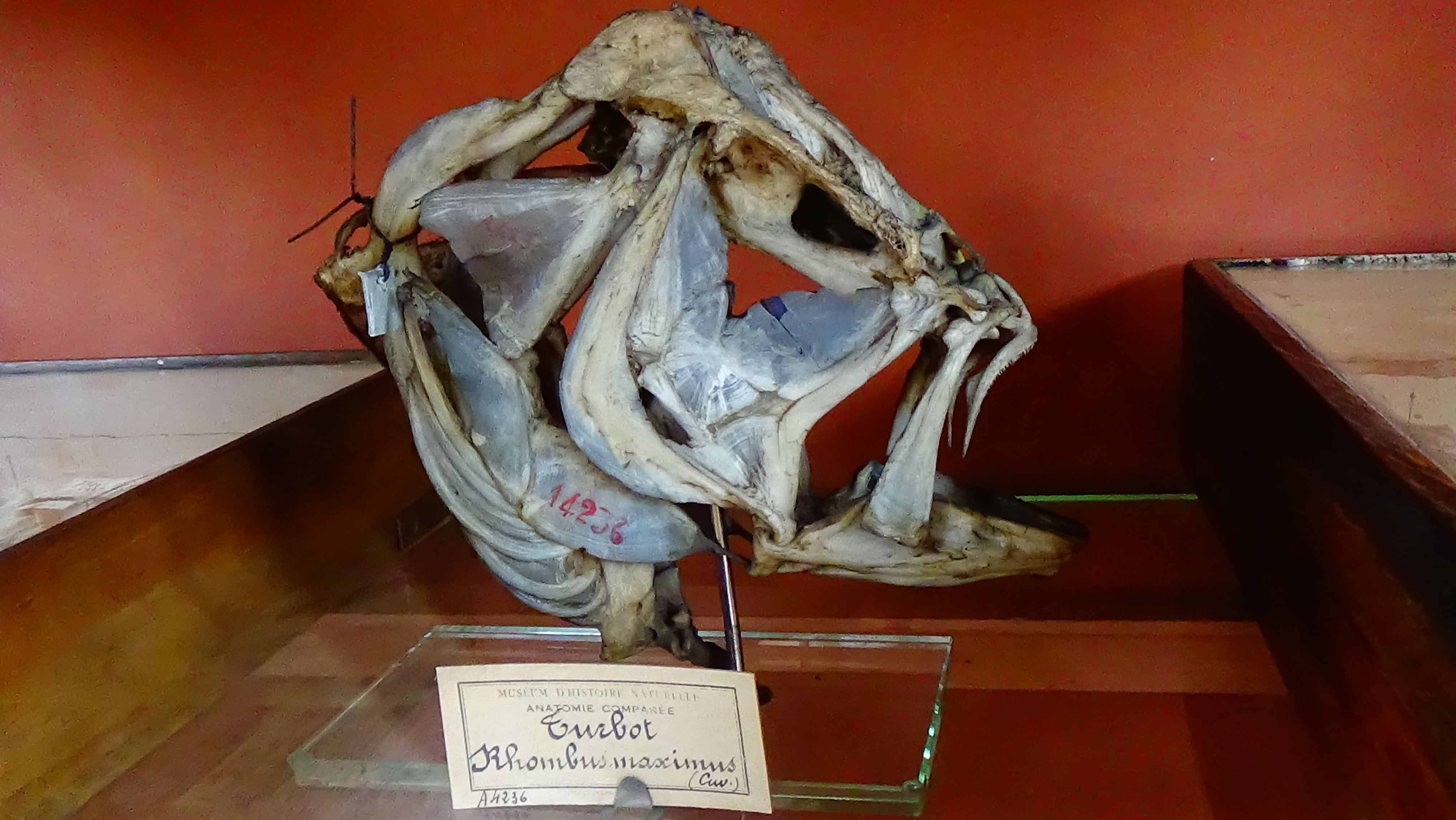
Scophthalmus maximus - (Rhombus maximus) - squelette mnhn Paris

- Scophthalmus aquosus (Mitchill, 1815) - turbot de sable
- Scophthalmus maeoticus (Pallas, 1814)
- Scophthalmus maximus (Linnaeus, 1758) - turbot
- Scophthalmus rhombus (Linnaeus, 1758) - barbue